# Wayne Gretzky Trophy

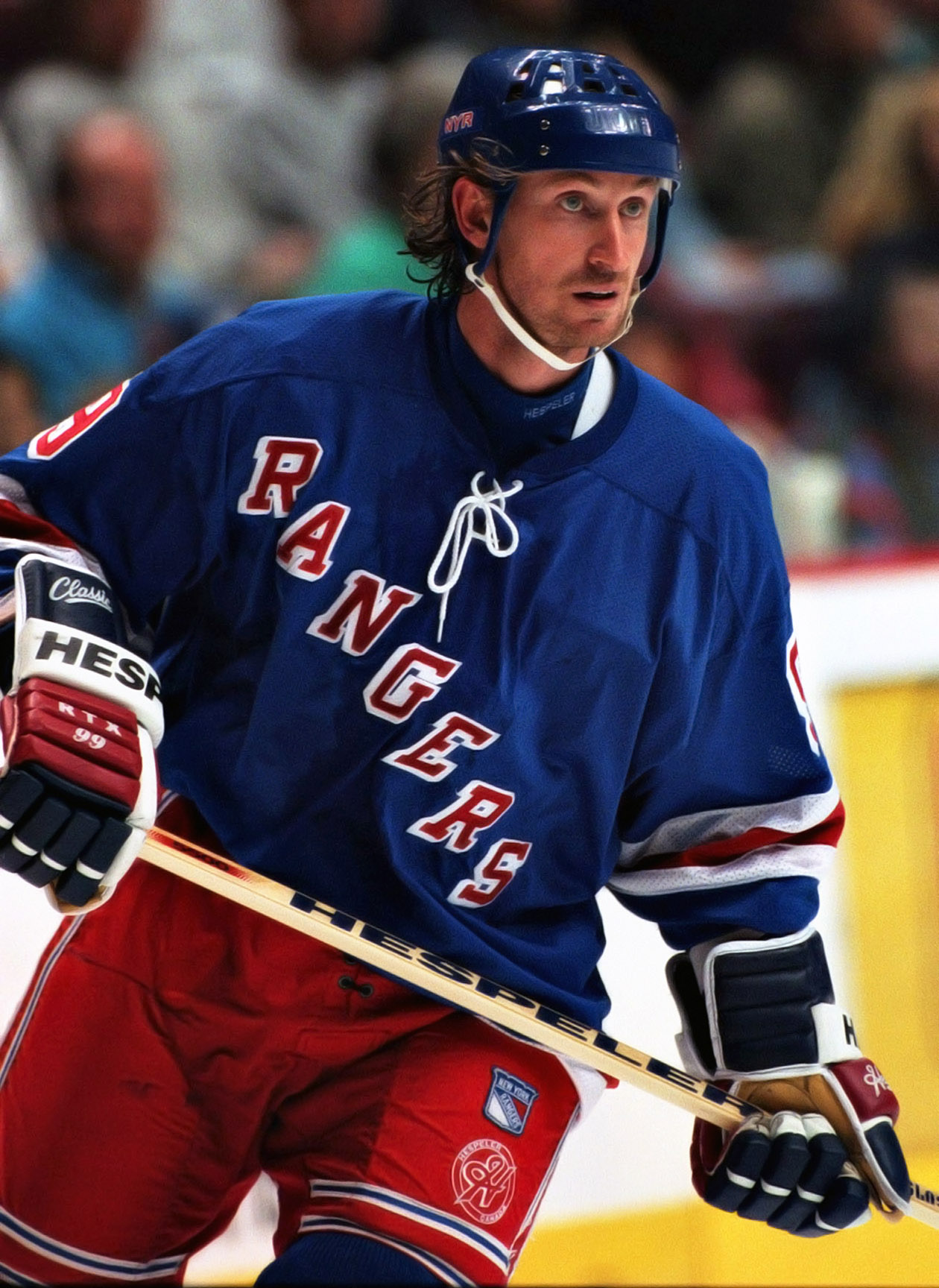
Wayne Gretzky, w czasie jego gry w New York Rengers

Wayne Gretzky Trophy – nagroda przyznawana każdego sezonu dla zwycięzcy konferencji zachodniej Ontario Hockey League (OHL). Nazwa trofeum pochodzi od imienia i nazwiska Wayne’a Gretzky’ego. Trofeum po raz pierwszy zostało przyznane w sezonie 1998–99. Analogiczną nagrodą tylko dla zwycięzcy konferencji wschodniej Ontario Hockey League (OHL) jest Bobby Orr Trophy.
W hokeju na lodzie przyznawane są również dwie inne nagrody imienia Wayne'a Gretzky'ego: Wayne Gretzky 99 Award – dla Najbardziej Wartościowego Zawodnika (MVP) fazy play-off Ontario Hockey League (OHL) oraz Wayne Gretzky Award – dla młodzieżowego gracza.

## Lista zwycięzców
| Sezon   | Klub              |
| ------- | ----------------- |
| 1998–99 | London Knights    |
| 1999–00 | Plymouth Whalers  |
| 2000–01 | Plymouth Whalers  |
| 2001–02 | Erie Otters       |
| 2002–03 | Kitchener Rangers |
| 2003–04 | Guelph Storm      |
| 2004–05 | London Knights    |
| 2005–06 | London Knights    |
| 2006–07 | Plymouth Whalers  |
| 2007–08 | Kitchener Rangers |
| 2008–09 | Windsor Spitfires |
| 2009–10 | Windsor Spitfires |
| 2010–11 | Owen Sound Attack |
| 2011–12 | London Knights    |
| 2012–13 | London Knights    |
| 2013–14 | Guelph Storm      |
| 2014–15 | Erie Otters       |
| 2015–16 | London Knights    |
| 2016–17 | Erie Otters       |